# إدوارد جونز (مبشر)
إدوارد جونز (بالإنجليزية: Edward Jones)‏ هو مبشر أمريكي، ولد في 1807، وتوفي في 1865.